# Tuskegee (album)
Pour les articles homonymes, voir Tuskegee.
Albums de Lionel Richie
Just Go
(2009)
Singles
1. Endless Love
Sortie : 7 février 2012
2. Say You, Say Me
Sortie : 22 février 2012 (Danemark)

Tuskegee est le dixième album studio du chanteur américain Lionel Richie, sorti le 5 mars 2012 chez Mercury Records.
L'album est entièrement constitué de reprises de chansons précédemment sorties par Lionel Richie, chacune interprétée avec un artiste invité différent, qui sont tous des chanteurs du genre country. Le titre de l'album fait référence à la ville de Tuskegee (Alabama), où Richie est né et où il a obtenu son diplôme de premier cycle à l'Institut Tuskegee.
Tuskegee est devenu le troisième album de Lionel Richie à atteindre la première position du classement Billboard 200 et son premier depuis Dancing on the Ceiling en 1986. C'est également le premier album de Lionel Richie à se vendre à plus d'un million d'exemplaires aux États-Unis depuis Dancing on the Ceiling.

## Promotion
La reprise d'Endless Love avec la chanteuse Shania Twain, est sortie comme premier single de l'album aux États-Unis le 7 février 2012. Au Danemark, la version de Say You, Say Me avec Rasmus Seebach au lieu de Jason Aldean est sorti comme single le 22 février 2012. Quatre singles promotionnels - Easy avec Willie Nelson, Just for You avec Billy Currington, Stuck on You avec Darius Rucker et Hello avec Jennifer Nettles - sont sortis avant la sortie de l'album.
Bien qu'elle ne soit pas sortie en tant que single, la chanson Deep River Woman, interprétée avec le groupe Little Big Town, s'est classée au classement américain Billboard Hot Country Songs grâce à une diffusion spontanée à la radio, atteignant la 60e place. C'est également la seule chanson de l'album à figurer dans ce classement, bien que le premier single de l'album, Endless Love, ait été classé dans le Top 20 du classement Adult Contemporary du Billboard.

## Accueil commercial
Aux États-Unis, Tuskegee est entré à la deuxième place du Billboard 200, se classant derrière l'album MDNA (2012) de Madonna. Tuskegee s'est vendu à 199 000 exemplaires au cours de sa première semaine, devenant la meilleure semaine de vente de Lionel Richie depuis que Nielsen SoundScan a commencé à suivre les données de vente en 1991. La semaine suivante, l'album s'est vendu à 95 000 exemplaires et a chuté de deux places pour se retrouver à la quatrième place. Au cours de sa troisième semaine dans le classement, l'album atteint la première place, avec 129 000 exemplaires vendus, faisant de Tuskegee le troisième album numéro un de Lionel Richie et son premier depuis Dancing on the Ceiling (1986). Tuskegee a été certifié disque de platine par la Recording Industry Association of America (RIAA) le 3 mai 2012, pour un million d'exemplaires écoulés aux États-Unis. En décembre 2012, il s'était vendu à 1 071 000 exemplaires.
Au Royaume-Uni, l'album est entré dans le UK Albums Chart à la septième place avec des ventes de 19 320 exemplaires sur la première semaine. C'est le onzième album de Lionel Richie à se classer dans le top 10 britannique. Au Canada, l'album est entré directement à la première place du Canadian Albums Chart, avec des ventes de 18 000 exemplaires. En France, Tuskegee s'est classé pendant deux semaines dans le Top Albums, atteignant la 134e place lors de la première semaine dans le classement, le 24 mars 2012.

## Liste des titres
| No  | Titre                                                    | Auteur                                    | Producteur(s)                     | Durée |
| --- | -------------------------------------------------------- | ----------------------------------------- | --------------------------------- | ----- |
| 1.  | You Are (avec Blake Shelton)                             | - Lionel Richie - Brenda Harvey Richie    | - Tony Brown - Richie             | 5:00  |
| 2.  | Say You, Say Me (avec Jason Aldean)                      | Richie                                    | - Brown - Richie                  | 5:09  |
| 3.  | Stuck on You (avec Darius Rucker)                        | Richie                                    | - Brown - Richie                  | 3:21  |
| 4.  | Deep River Woman (avec Little Big Town)                  | Richie                                    | - Brown - Richie                  | 4:09  |
| 5.  | My Love (avec Kenny Chesney)                             | Richie                                    | - Buddy Cannon - Chesney - Richie | 5:33  |
| 6.  | Dancing on the Ceiling (avec Rascal Flatts)              | - Richie - Carlos Rios - Michael Frenchik | - Dann Huff - Richie              | 4:20  |
| 7.  | Hello (avec Jennifer Nettles)                            | Richie                                    | - Nathan Chapman - Richie         | 4:30  |
| 8.  | Sail On (avec Tim McGraw)                                | Richie                                    | - Brown - Richie                  | 5:05  |
| 9.  | Endless Love (avec Shania Twain)                         | Richie                                    | - Chapman - Richie                | 4:19  |
| 10. | Just for You (avec Billy Currington)                     | - Richie - Paul Barry - Mark Taylor       | - Huff - Richie                   | 4:11  |
| 11. | Lady (avec Kenny Rogers)                                 | Richie                                    | - Brown - Richie                  | 4:09  |
| 12. | Easy (avec Willie Nelson)                                | Richie                                    | - Brown - Richie                  | 4:30  |
| 13. | All Night Long (avec Jimmy Buffett et Coral Reefer Band) | Richie                                    | - Brown - Richie                  | 4:57  |

| 14. | Angel (avec Pixie Lott) | - Richie - Barry - Taylor | - Brown - Richie | 5:01 |

## Crédits
- Tom Bukovac – guitare (pistes 1-4, 8, 10-14)
- Buddy Cannon – chœurs (5)
- Chris Carmichael – cordes, arrangements de cordes (2)
- Perry Coleman – chœurs (1-4, 8, 11-14)
- Chad Cromwell – batterie (1-4, 7 to 9, 11-14)
- Dan Dugmore – guitare steel (1-4, 8, 11-14)
- Paul Franklin – guitare steel (1-4, 8, 10-14)
- Kenny Greenberg – guitare (1-4, 8, 11-14)
- Robert Greenidge – tambour d'acier (1-4, 8, 11-14)
- Doyle Grisham – guitare steel (1-4, 8, 11-14)
- Tina Gullickson – chœurs (1-4, 8, 11-14)
- Roger Guth – batterie (1-4, 8, 11-14)
- Kim Keyes – chœurs (1-4, 8, 11-14)
- John Jarvis – claviers (1-4, 8, 11-14)
- John Lovell – trompette (1-4, 8, 11-14)
- Mac McAnally – guitare (1-4, 8, 11-14), chœurs (1-4, 8, 11-14)
- Ralph MacDonald – percussion (1-4, 8, 11-14)
- Jim Mayer – basse (1-4, 8, 11-14), chœurs (1-4, 8, 11-14)
- Peter Mayer – guitare (1-4, 8, 11-14), chœurs (1-4, 8, 11-14)
- Gordon Mote – claviers (1-4, 8, 11-14)
- Steve Nathan – claviers (1-4, 8, 11-14)
- Willie Nelson – guitare (1-4, 8, 11-14)
- Mickey Raphael – harmonica (1-4, 8, 11-14)
- Michael Rhodes – basse (1-4, 8, 11-14)
- Lionel Richie – chant, claviers (1-4, 8, 11-14)
- Chris Rodriguez – chœurs (1-4, 8, 11-14)
- Nadirah Shakoor – chœurs (1-4, 8, 11-14)
- Jimmie Lee Sloas – basse (1-4, 6, 8, 10-14)
- Ilya Toshinsky – guitare (1-4, 8, 11-14)
- Michael Utley – claviers (1-4, 8, 11-14)
- John Willis – guitare acoustique (5)

## Classements et certifications
| Classement (2012–13)            | Meilleure position |
| ------------------------------- | ------------------ |
| Allemagne (Media Control AG)    | 7                  |
| Australie (ARIA)                | 2                  |
| Autriche (Ö3 Austria Top 40)    | 9                  |
| Belgique (Flandre Ultratop)     | 5                  |
| Belgique (Wallonie Ultratop)    | 74                 |
| Canada (Canadian Albums)        | 1                  |
| Danemark (Tracklisten)          | 2                  |
| Écosse (OCC)                    | 8                  |
| Espagne (Promusicae)            | 71                 |
| États-Unis (Billboard 200)      | 1                  |
| États-Unis (Top Country Albums) | 1                  |
| France (SNEP)                   | 134                |
| Irlande (IRMA)                  | 42                 |
| Italie (FIMI)                   | 52                 |
| Norvège (VG-lista)              | 26                 |
| Nouvelle-Zélande (RIANZ)        | 6                  |
| Pays-Bas (Mega Album Top 100)   | 7                  |
| Royaume-Uni (UK Albums Chart)   | 7                  |
| Suède (Sverigetopplistan)       | 10                 |
| Suisse (Schweizer Hitparade)    | 31                 |

| Classement (2012)               | Position |
| ------------------------------- | -------- |
| Australie (ARIA)                | 77       |
| Canada (Billboard)              | 23       |
| États-Unis (Billboard 200)      | 9        |
| États-Unis (Top Country Albums) | 3        |
| Pays-Bas (Album Top 100)        | 75       |

| Classement (2013)               | Position |
| ------------------------------- | -------- |
| États-Unis (Top Country Albums) | 57       |

| Classement (2010–2019)     | Position |
| -------------------------- | -------- |
| États-Unis (Billboard 200) | 118      |

### Certifications
| Région                                                                         | Certification | Ventes/Streams |
| ------------------------------------------------------------------------------ | ------------- | -------------- |
| Australie (ARIA)                                                               | Or            | 35 000^        |
| Canada (Music Canada)                                                          | Platine       | 80 000^        |
| Danemark (IFPI)                                                                | Or            | 10 000^        |
| États-Unis (RIAA)                                                              | Platine       | 1 000 000^     |
| Royaume-Uni (BPI)                                                              | Or            | 100 000‡       |
| ^Mise en rayon selon la certification ‡ventes/streaming selon la certification |               |                |

## Historique de sortie
| Région      | Date         | Format(s)             | Label                     |
| ----------- | ------------ | --------------------- | ------------------------- |
| Danemark    | 5 mars 2012  | - CD - téléchargement | - Mercury - Universal     |
| Europe      | 5 mars 2012  | - CD - téléchargement | - Mercury - Universal     |
| Royaume-Uni | 5 mars 2012  | - CD - téléchargement | - Mercury - Universal     |
| États-Unis  | 26 mars 2012 | - CD - téléchargement | Universal Music Nashville |